# Tridentiger
A Tridentiger a csontos halak (Osteichthyes) főosztályának a sugarasúszójú halak (Actinopterygii) osztályába, ezen belül a sügéralakúak (Perciformes) rendjébe, a gébfélék (Gobiidae) családjába és a Gobionellinae alcsaládjába tartozó nem.

## Rendszerezés
A nembe az alábbi 9 faj tartozik:
- Tridentiger barbatus (Günther, 1861)
- Tridentiger bifasciatus Steindachner, 1881
- Tridentiger brevispinis Katsuyama, Arai & Nakamura, 1972
- Tridentiger kuroiwae Jordan & Tanaka, 1927
- Tridentiger microsquamis (Wu, 1931)
- Tridentiger nudicervicus Tomiyama, 1934
- Tridentiger obscurus (Temminck & Schlegel, 1845) - típusfaj
- Tridentiger radiatus Cui, Pan, Yang & Wang, 2013
- Tridentiger trigonocephalus (Gill, 1859)